# (4274) Karamanov
(4274) Karamanov est un astéroïde de la ceinture principale.

## Description
(4274) Karamanov est un astéroïde de la ceinture principale. Il fut découvert le 6 septembre 1980 à Naoutchnyï par Nikolaï Tchernykh. Il présente une orbite caractérisée par un demi-grand axe de 2,69 UA, une excentricité de 0,24 et une inclinaison de 7,4° par rapport à l'écliptique.

## Compléments